# Phương diện quân Bắc Trung Quốc
Phương diện quân Bắc Trung Quốc(北支那方面軍/ きたシナほうめんぐん/ Kita Shina hōmen gun}} là một Phương diện quân của Lục quân Đế quốc Nhật Bản trong Chiến tranh Trung-Nhật.

## Lịch sử
Phương diện quân Bắc Trung Quốc được thành lập vào ngày 21 tháng 8 năm 1937 dưới sự kiểm soát của Đại bản doanh. Nó được chuyển giao cho Phái khiển quân Trung Quốc mới thành lập vào ngày 23 tháng 9 năm 1939. Chỉ huy sở đặt tại Bắc Kinh, chịu trách nhiệm chỉ đạo và điều phối hoạt động quân sự của Nhật Bản ở toàn bộ miền bắc Trung Quốc. Phương diện quân này bị giải giáp tại Bắc Kinh khi Nhật Bản đầu hàng.

## Danh sách các chỉ huy

### Sĩ quan chỉ huy
|   | Tên                                              | Từ                        | Đến                       |
| - | ------------------------------------------------ | ------------------------- | ------------------------- |
| 1 | Nguyên soái đại tướng lục quân Hisaichi Terauchi | ngày 26 tháng 8 năm 1937  | ngày 9 tháng 12 năm 1938  |
| 2 | Nguyên soái đại tướng lục quân Hajime Sugiyama   | ngày 9 tháng 12 năm 1938  | ngày 12 tháng 9 năm 1939  |
| 3 | Đại tướng lục quân Hayao Tada                    | ngày 12 tháng 9 năm 1939  | ngày 7 tháng 7 năm 1941   |
| 4 | Đại tướng lục quân Yasuji Okamura                | ngày 7 tháng 7 năm 1941   | ngày 25 tháng 8 năm 1944  |
| 5 | Đại tướng Naozaburo Okabe                        | ngày 25 tháng 8 năm 1944  | ngày 22 tháng 11 năm 1944 |
| 6 | Đại tướng lục quân Sadamu Shimomura              | ngày 22 tháng 11 năm 1944 | ngày 15 tháng 8 năm 1945  |

### Tham mưu trưởng
|   | Tên                            | Từ                        | Đến                       |
| - | ------------------------------ | ------------------------- | ------------------------- |
| 1 | Thiếu tướng Naozaburo Okabe    | ngày 26 tháng 8 năm 1937  | ngày 15 tháng 7 năm 1938  |
| 2 | Thiếu tướng Tomoyuki Yamashita | ngày 15 tháng 7 năm 1938  | ngày 23 tháng 9 năm 1939  |
| 3 | Thiếu tướng Yukio Kasahara     | ngày 23 tháng 9 năm 1939  | ngày 1 tháng 3 năm 1941   |
| 4 | Trung tướng Moritake Tanabe    | ngày 1 tháng 3 năm 1941   | ngày 6 tháng 11 năm 1941  |
| 5 | Trung tướng Hatazō Adachi      | ngày 6 tháng 11 năm 1941  | ngày 9 tháng 11 năm 1942  |
| 6 | Trung tướng Sanji Okido        | ngày 9 tháng 11 năm 1942  | ngày 14 tháng 10 năm 1944 |
| 7 | Thiếu tướng Gaku Takahashi     | ngày 14 tháng 11 năm 1944 | ngày 15 tháng 8 năm 1945  |